# NGC 1665
NGC 1665 je galaksija u zviježđu Eridanu.

## Vanjske poveznice
- SEDS: NGC 1665